# ECN-SH004
ECN-SH004（イーシーエヌ　えすえいち ぜろぜろよん）は、シャープによって開発された、ECナビケータイのCDMA 1X WIN対応音声用端末である。製造型番はSH004（えすえいち ぜろぜろよん）。

## 概要
ECN-SH003と共に、ECナビケータイ向け端末としてリリースされた端末である。
リリース時点は、ECナビケータイアプリについては非対応であり、2010年春頃を目処に提供開始予定としている。

## 歴史
- 2009年12月8日 - 発売受付開始。
- 2009年12月23日 - 出荷開始。